# Avions Voisin
Avions Voisin fue una marca francesa de automóviles de lujo fundada por Gabriel Voisin en 1919, cuyos vehículos se comercializaron hasta 1939. Nacionalizada tras la Segunda Guerra Mundial, después de haber lanzado sin demasiado éxito el Biscúter, la empresa pasó a formar pate del grupo estatal Snecma.

## Historia

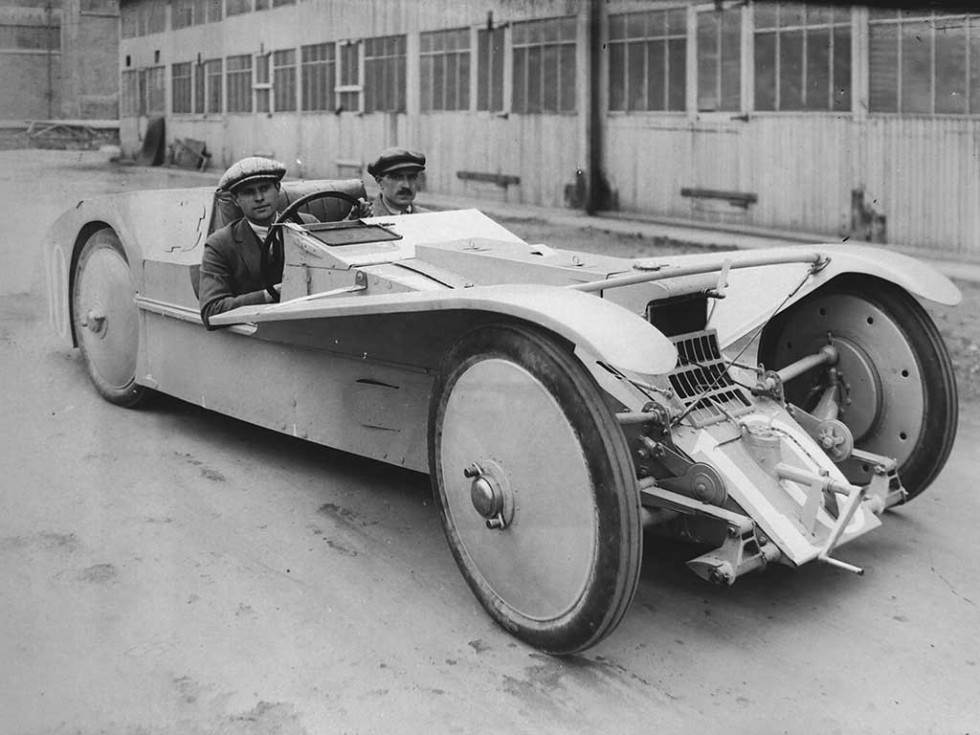
Voisin C6 Laboratoire (1923)

Gabriel B. Voisin fue un pionero de la aeronáutica y fabricante de aviones que en 1919 comenzó a producir automóviles utilizando motores Knight con válvula de camisa en Issy-les-Moulineaux, un suburbio industrial situadoal suroeste de París.
Exalumno de la Escuela de Bellas Artes de Lyon y entusiasta de todo lo mecánico desde su infancia, los singulares modelos de Voisin hicieron un uso extensivo de aleaciones ligeras, especialmente de aluminio. Uno de los primeros diseños más llamativos de la compañía fue el Laboratoire de 1923, un automóvil de Grand Prix que fue uno de los primeros en utilizar la construcción de chasis monocasco, y utilizar una pequeña hélice montada delante del radiador para impulsar la bomba de refrigeración. Voisin desarrolló junto con su colaborador André Noel un estilo característico de carrocería "racional", priorizando la ligereza, la distribución centrada del peso, las cajas de equipaje de gran capacidad y las líneas angulares distintivas. Los modelos de la década de 1930 eran sorprendentemente bajos.
A principios de los años 1930, Gabriel Voisin ya no podía pagar a todos sus proyectistas y un joven ingeniero creativo llamado André Lefèbvre dejó la compañía. Lefèbvre, recomendado por Gabriel a primero a Louis Renault, finalmente ingresó en Citroën, donde dirigió tres proyectos de autos particularmente significativos: el Citroën Traction Avant, el 2CV y el DS, utilizando muchos de los conocimientos adquiridos de Gabriel Voisin.

## Motores
Los motores Knight con válvulas de camisa se utilizaron inicialmente, hasta que algunos modelos posteriores cambiaron a los motores Graham de 3.5 litros. Los motores Knight incluyeron los tipos siguientes: cuatro cilindros en línea; seis en línea; V8 (prototipo); V12 de 7.2 litros en 1921 (prototipo); doce en línea y un motor radial de siete cilindros (prototipo).

## Después de la Segunda Guerra Mundial
| [[File:Twee mannen rijden in de gerepareerde Voisin, Bestanddeelnr 254-0735.jpg\|300px\|alt={{{Alt\|Biscúter Voisin (c 1955)]] File:Twee mannen rijden in de gerepareerde Voisin, Bestanddeelnr 254-0735.jpgBiscúter Voisin (c 1955) |

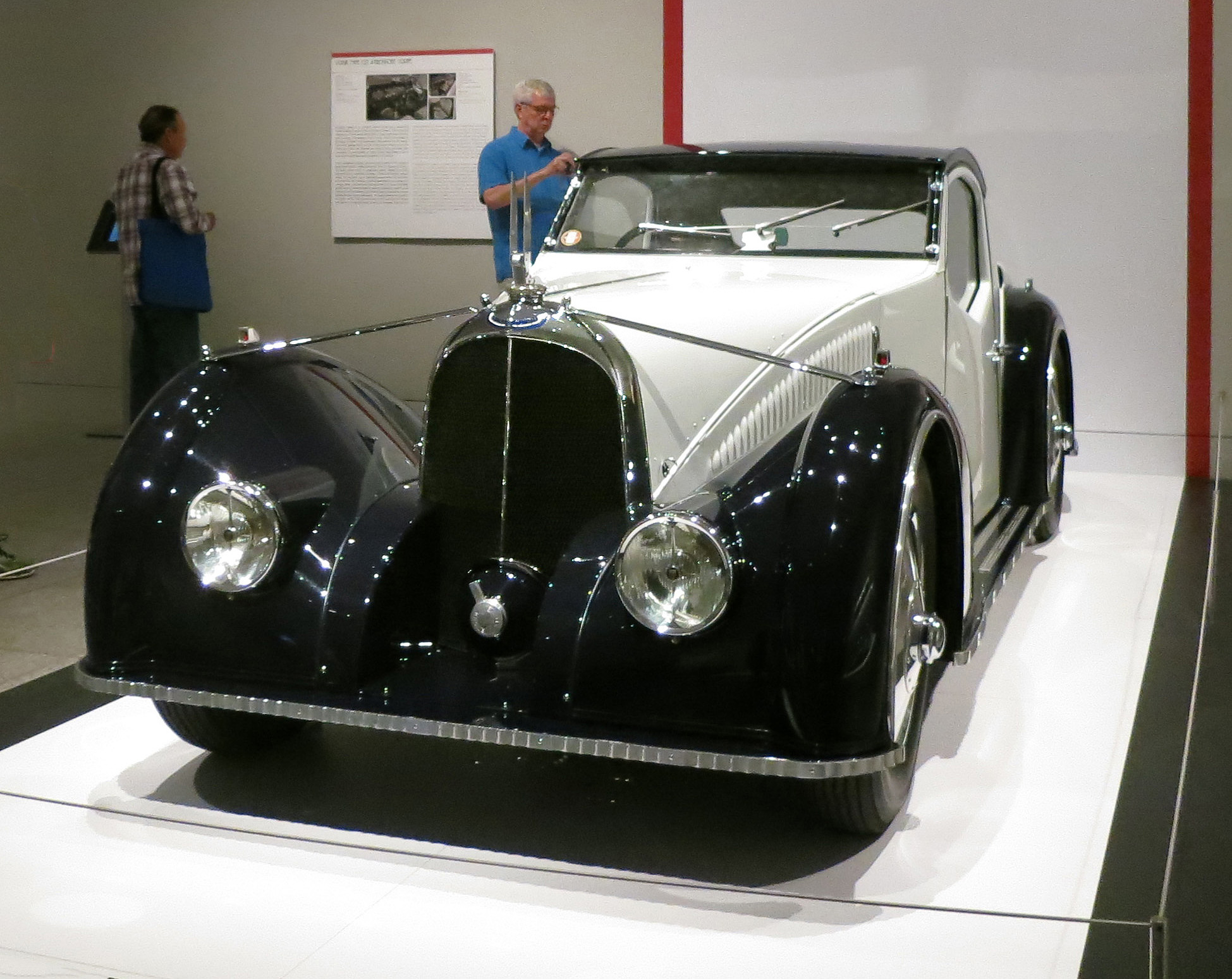
Voisin Tipo C27 Aerosport Coupe

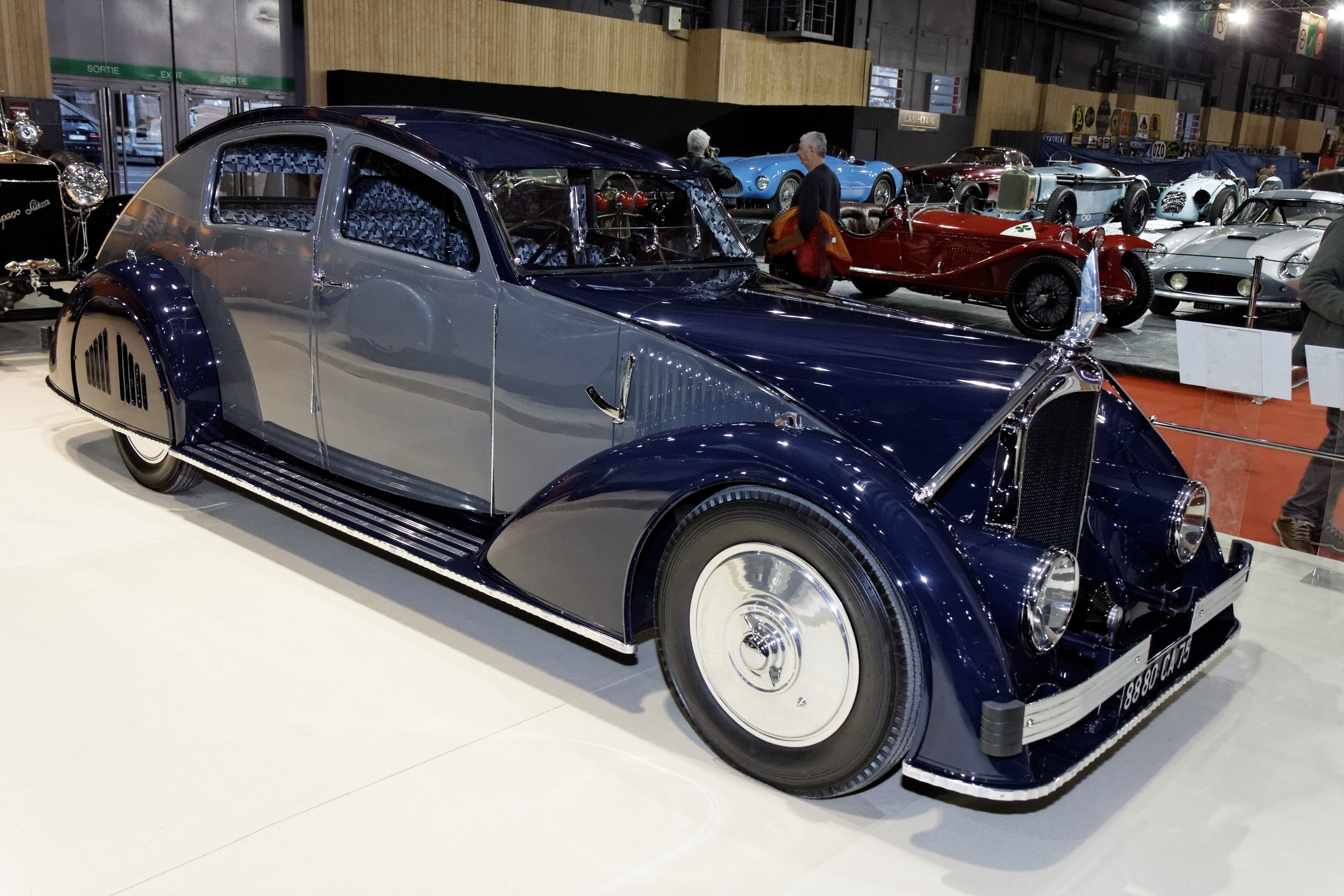
Voisin C25 Aérodyne, 1934

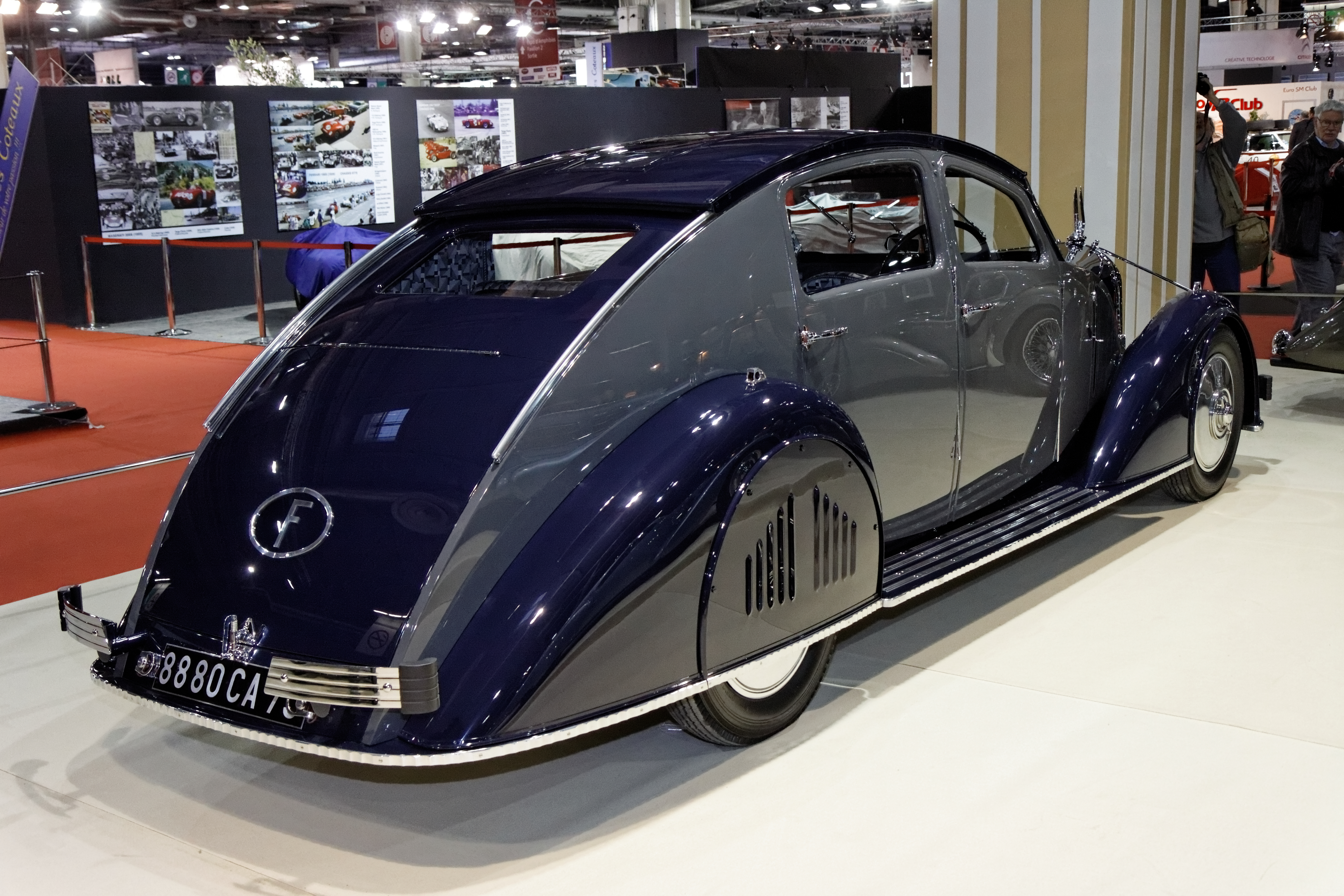
Voisin C25 Aérodyne, 1934

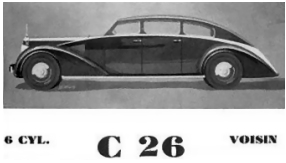
Voisin C26

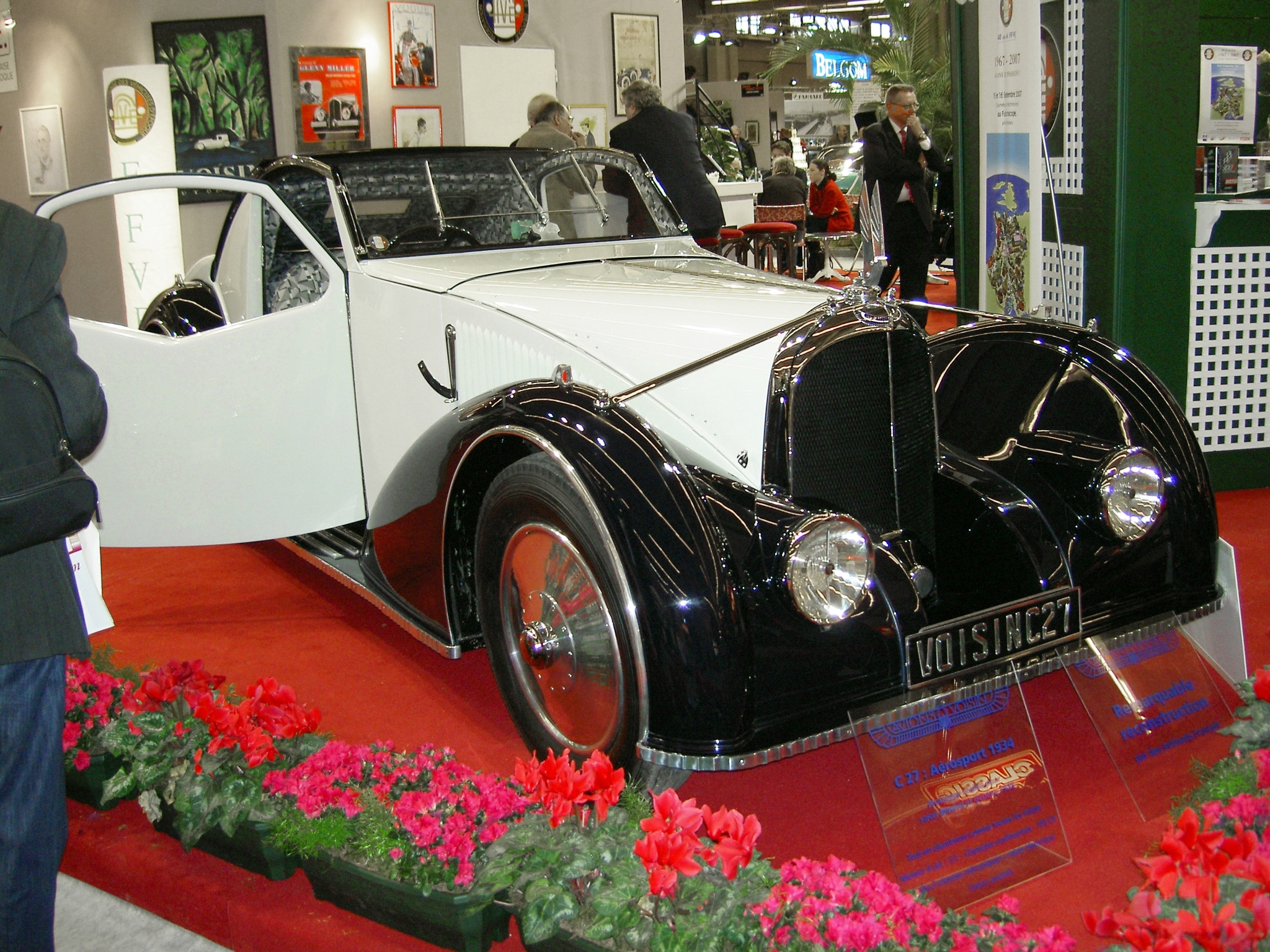
Voisin C27

Después de la Segunda Guerra Mundial, en plena agitación política el negocio se nacionalizó, y el Gobierno designó directores que no continuaron con las tradiciones de ingeniería originales. El negocio de Voisin se integró en el de su principal acreedor, el proveedor de motores Gnome et Rhône, que a su vez se nacionalizó en 1945 para formar la base de lo que se convirtió en la compañía SNECMA, dirigida por el estado.
Voisin presentó un "Biscooter Voisin" en el Salón de motocicletas y bicicletas de París de 1950, un voiturette destinado a la época de penuria económica que se vivía entonces, con un motor de 125 cc de Gnome & Rhône. El vehículo con carrocería de aluminio tenía una transmisión de tres velocidades con un equipamiento muy básico y no requería una licencia de conducir. La compañía no siguió con el desarrollo del Biscooter, y en su lugar encargó a un ingeniero apellidado Moglia, procedente de Hotchkiss, el desarrollo de un microcoche alternativo. El diseño de Moglia apareció en el Salón del Automóvil de París de 1952 equipado con el mismo motor Gnome & Rhône, pero en el diseño de Moglia, el motor fue trasladado a la parte trasera del pequeño vehículo. Los sistemas de frenado y suspensión también fueron bastante diferentes. El diseño de Moglia se presentó como el nuevo "Biscooter Voisin", una nomenclatura que al menos un comentarista encontró "abusiva".
El vehículo, renombrado como Biscúter, fue adaptado para las condiciones españolas y alrededor de 12.000 unidades se produjeron en Cataluña entre 1953 y 1960.

## Época posterior
- Un C-15 convertible de 1934, carrozado por Ets. Saliot, ganó el premio de elegancia en el Concurso Pebble Beach de 2002.
- Un C-25 Aérodyne de 1934, propiedad de Peter y Merle Mullin, ganó el premio al mejor del certamen en el Concurso de Pebble Beach de 2011.[4]
- Un C-25 Aérodyne de 1935 se subastó en Pebble Beach, California, el 18 de agosto de 2013, alcanzando un precio de 1.925.000 dólares.[5][6]

## En la cultura popular
- En la adaptación a la película de Universal Studios de 1933 de H. G. Wells, El hombre invisible, el Dr. Kemp conduce un Voisin C-3.[7]

- En la película de 1938 titulada Three Comrades, un Voisin C5 de 1923 es propiedad de uno de los personajes principales y se ve con frecuencia.[8]

- En la película Sahara de 2005, el automóvil robado al dictador es un Avis Voisin C-28 de 1936.[9] El personaje interpretado por Matthew McConaughey, Dirk Pitt, lo reconoce y dice: "Es un Avions Voisin de 1936, con motor de seis cilindros. Únicamente se fabricaron seis de estos coches." En realidad, el automóvil de la película es una réplica construida con plástico reforzado con vidrio de un C-28 Avions Voisin de 1936, con una caja de cambios automática Rover y un motor Jaguar 4.2, sobre un chasis con tracción en las cuatro ruedas construido por D Tessier (un conocido restaurador de automóviles Avions Voisin) en Tours. Clive Cussler (autor de la novela en la que se basó la película) posee un auténtico Avions Voisin de 1936, similar al C-28 que inspiró la réplica, en su museo de Colorado. Fue diseñado por el conocido experto británico en efectos especiales y coordinador de vehículos para especialistas, Steve Lamonby, y se completó en cuatro meses.[10] Para que los actores se hicieran más visibles, el techo se retiró, dándole la apariencia de un cabriolé de cuatro puertas de mediados de la década de 1930. Las letras "GV" en la placa de registro son un velado homenaje al legendario fabricante original del C-28, Gabriel Voisin. El Voisin C-28 Sahara, como pasó a ser conocido, se vendió en una subasta por 23.400 dólares en 2008.[11]

- El videojuego de 2011 L.A. Noire incluye un Voisin C30 de 1938 (no un C7) que puede ser conducido, escondido en la esquina de La Brea y Sunset Boulevard, en una gasolinera Alaco.